# Ludovic Halévy
Pour les articles homonymes, voir Halévy.
Pour les autres membres de la famille, voir Famille Halévy.
Ludovic Halévy, né le 1er janvier 1834 à Paris et mort à Paris 1er le 7 mai 1908, est un dramaturge, librettiste d'opérettes et d'opéras, et romancier français. Il a notamment coécrit avec Henri Meilhac le livret de Carmen.

## Biographie

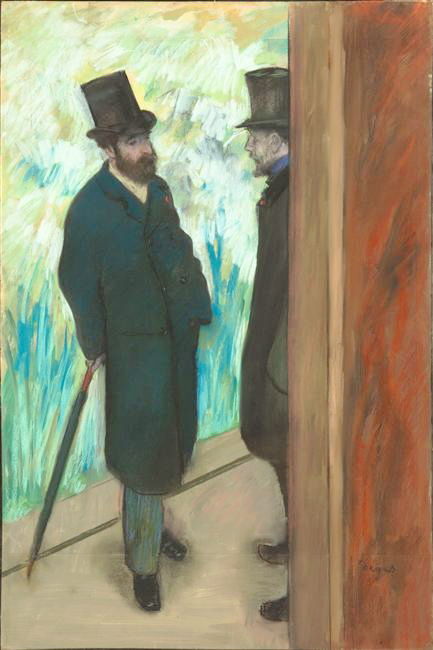
Edgar Degas, Ludovic Halévy et Albert Boulanger-Cavé dans les coulisses de l'Opéra, 1879, Paris, musée d'Orsay.

### Début
Fils de Léon Halévy et de Louise Alexandrine Lebas (fille d'Hippolyte Le Bas), Ludovic Halévy entra dans l'administration en 1852. Il fut nommé chef de bureau au ministère de l'Algérie en 1858 puis devint en 1861 secrétaire rédacteur au Corps législatif, présidé par le duc de Morny. Il collabora aussi avec ce dernier pour le livret de son opérette Monsieur Choufleuri restera chez lui, mise en musique par Jacques Offenbach (1861). Sa carrière littéraire prit rapidement un tour suffisamment favorable pour lui permettre de quitter l'administration en 1867.

### L'œuvre
Il collabora pour de nombreux livrets d'opérettes avec Léon Battu, Hector Crémieux, et surtout Henri Meilhac (1831-1897), avec qui il donna les livrets des plus célèbres œuvres scéniques de Jacques Offenbach dont La Belle Hélène (1864), La Vie parisienne (1866), La Grande-duchesse de Gérolstein (1867) et La Périchole (1869). Ce duo de plumes fut également à l'origine de la non moins célèbre Carmen de Georges Bizet (1875).
Le duo composa également des vaudevilles et des comédies (Les Brebis de Panurge, 1863 ; Fanny Lear, 1868 ; Froufrou, 1869 ; Tricoche et Cacolet, 1872 ; Le Prince, 1876  La Cigale, 1877 ; Le Mari de la débutante, 1879).
Dans cette collaboration de vingt ans, il est difficile de déterminer ce qui revient à Meilhac et ce qu'on doit à Halévy. Si l'on en juge par les œuvres que ce dernier signa seul, il avait, avec autant d'esprit et d'alacrité que son coéquipier, plus de goût, de raffinement, de profondeur et d'humanité, et aussi moins de loufoquerie et d'imagination.

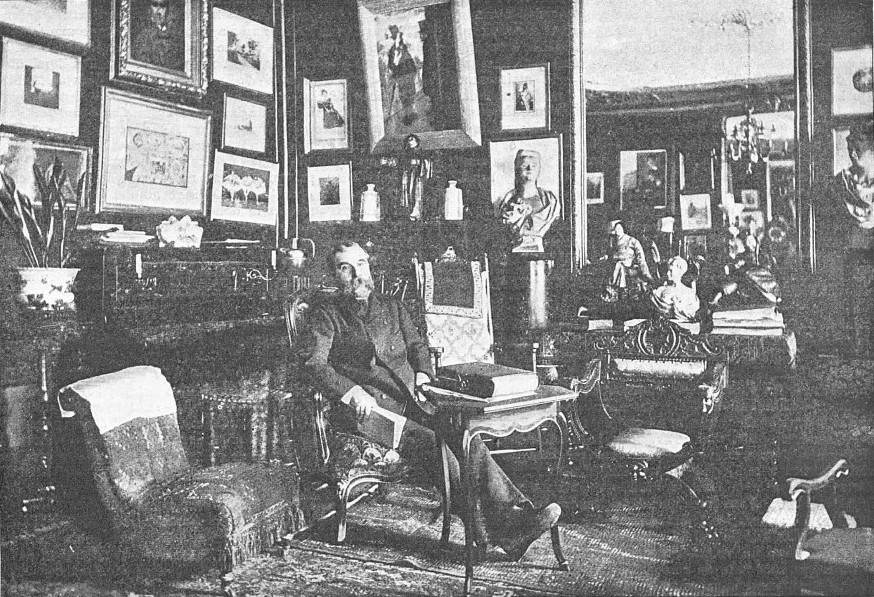
Ludovic Halévy chez lui photographié par Dornac en 1893.

Seul, Halévy créa les personnages de la famille Cardinal, symbole de la petite bourgeoisie parisienne pompeuse, pédante et méchante. Il est également l'auteur de deux romans, L'Abbé Constantin (1882) et Criquette (1883), qui furent de très grands succès de librairie à la fin du XIXe siècle. En rupture avec la noirceur des romans naturalistes, ils dépeignaient un monde certes réaliste mais où tous les personnages sont bons et vertueux.

### L'entrée à l'Académie française
Ce succès lui ouvrit les portes de l'Académie française, où il fut élu le 4 décembre 1884, au fauteuil 22, succédant à Joseph Othenin d'Haussonville. Sa réception officielle eut lieu le 4 février 1886. Il y soutint, en vain, les nombreuses candidatures de son ami Émile Zola et cessa quasiment d'écrire.

### La vie mondaine
Vers 1878, Ludovic Halévy, flanqué de sa cousine Geneviève Bizet, future Mme Straus et hôtesse d'un célèbre salon littéraire, recevait le Tout-Paris artistique et littéraire, lors des « jeudi de Ludovic » dans son appartement 22, rue de Douai où se côtoyaient Edgar Degas, Gustave Moreau, le romancier Paul Bourget, Édouard Dubufe, Édouard Manet, John Lemoinne, Georges Ohnet, Charles Gounod, Henri Meilhac, Charles Haas, le vicomte Eugène-Melchior de Vogüé, Guy de Maupassant, Alexandre Guiraud, Georges de Porto-Riche, Émile Straus, ou Robert de Montesquiou.

## Distinctions
- Commandeur de la Légion d'honneur (16 aout 1900)[5]

## Famille
Ludovic Halévy était le fils du polygraphe Léon Halévy (1802-1883) et de son épouse, née Louise Alexandrine Lebas, et le neveu du compositeur Jacques Fromental Halévy (1799-1862) et le petit-fils de Hippolyte Le Bas.
Par son mariage en 1868 avec Louise Breguet (1847-1930), il était le gendre de Louis Breguet (1804-1883), horloger et physicien. Leurs deux fils sont historiens : Élie Halévy (1870-1937) et Daniel Halévy (1872-1962), ce dernier (Daniel) étant lui-même le beau-père de Louis Joxe et le grand-père de Pierre et Alain Joxe. Sa nièce par alliance, Madeleine Breguet, était la première épouse de Jacques Bizet.

## Œuvre

### Opéras et ballets
- Ba-ta-clan, chinoiserie musicale en 1 acte, musique de Jacques Offenbach, Paris, théâtre des Bouffes-Parisiens, 25 mai 1855.
- L'Impresario, opérette bouffe, avec Léon Battu, musique de Mozart, Paris, théâtre des Bouffes-Parisiens, 20 mai 1856.
- Le Docteur Miracle, opérette en 1 acte, avec Léon Battu, Paris, théâtre des Bouffes-Parisiens, 8 avril 1857.
- L'Opéra aux fenêtres, opérette en un acte, musique de Léon Gastinel, Paris, théâtre des Bouffes-Parisiens, 5 mai 1857.
- Orphée aux enfers, opéra-bouffon en 2 actes et 4 tableaux, avec Hector Crémieux, musique de Jacques Offenbach, 21 octobre 1858.
- Le Mari sans le savoir, opérette en un acte, avec Léon Halévy, musique de Saint-Rémy, Paris, théâtre des Bouffes-Parisiens, 31 décembre 1860.
- La Chanson de Fortunio, opéra-comique en 1 acte, avec Hector Crémieux, musique de Jacques Offenbach, Paris, théâtre des Bouffes-Parisiens, 5 janvier 1861.
- Le Pont des soupirs, opéra-bouffon en 2 actes et 4 tableaux, avec Hector Crémieux, musique de Jacques Offenbach, Paris, théâtre des Bouffes-Parisiens, 23 mars 1861.
- Les Eaux d'Ems opérette en un acte, avec Hector Crémieux, musique de Léo Delibes, Paris, théâtre des Bouffes-Parisiens, 9 avril 1861.
- La Baronne de San-Francisco, opérette en 2 actes, avec Hector Crémieux, musique de Henri Caspers, Paris, théâtre des Bouffes-Parisiens, 27 novembre 1861.
- Le Roman comique, opéra bouffe en 3 actes, avec Hector Crémieux, musique de Jacques Offenbach, Paris, théâtre des Bouffes-Parisiens, 10 décembre 1861.
- Une fin de bail, opérette en 1 acte, avec Hector Crémieux, musique de Alphonse Varney, Paris, théâtre des Bouffes-Parisiens, 29 janvier 1862.
- Fiammetta, ballet-pantomime, en 2 actes, avec Henri Meilhac et Arthur Saint-Léon, musique de Léon Minkus, Moscou, Ballet de Bolshoi, 12 (24) novembre 1863 ; intitulé Néméa, ou l'Amour vengé, Paris, Académie impériale de musique, 11 juillet 1864.
- La Belle Hélène, opéra bouffe en 3 actes, avec Henri Meilhac, musique de Jacques Offenbach, Paris, théâtre des Variétés, 17 décembre 1864.
- Barbe-bleue, opéra bouffe en 3 actes et 4 tableaux, avec Henri Meilhac, musique de Jacques Offenbach, Paris, théâtre des Variétés, 5 février 1866.
- La Vie parisienne, opéra bouffe en 4 actes, avec Henry Meilhac, musique de Jacques Offenbach, Paris, théâtre du Palais-Royal, 31 octobre 1866.
- La Grande-duchesse de Gérolstein, opéra bouffe en 3 actes, 4 tableaux, avec Henri Meilhac, musique de Jacques Offenbach, Paris, théâtre des Variétés, 12 avril 1867.
- Le Château à Toto, opéra bouffe en 3 actes, avec Henri Meilhac, musique de Jacques Offenbach, Paris, théâtre du Palais-Royal, 6 mai 1868.
- La Périchole, opéra bouffe en 2 actes, avec Henri Meilhac, musique de Jacques Offenbach, Paris, théâtre des Variétés, 6 octobre 1868.
- Les Brigands, opéra bouffe en 3 actes, avec Henri Meilhac, musique de Jacques Offenbach, Paris, théâtre des Variétés, 10 décembre 1869.
- Pomme d'api, opérette en un acte, avec William Busnach, musique de Jacques Offenbach, Paris, théâtre de la Renaissance, 4 septembre 1873.
- Carmen, opéra-comique en 4 actes, d'après la nouvelle de Prosper Mérimée, avec Henri Meilhac, musique de Georges Bizet, Opéra-Comique, 3 mars 1875.
- La Boulangère a des écus, opéra bouffe en 3 actes, avec Henri Meilhac, musique de Jacques Offenbach, Paris, théâtre des Variétés, 19 octobre 1875.
- Le Fandango, ballet-pantomime en 1 acte, avec Henry Meilhac et Louis Mérante, musique de G. Salvayre, Paris, Académie nationale de musique, 26 novembre 1877.
- Le Petit Duc, opéra-comique en 3 actes, avec Henry Meilhac, musique de Charles Lecocq, Paris, théâtre de la Renaissance, 25 janvier 1878.
- La Petite Mademoiselle, opéra-comique en 3 actes, avec Henry Meilhac, musique de Charles Lecocq, Paris, théâtre de la Renaissance, 12 avril 1879.
- Janot, opéra-comique en 3 actes, avec Henry Meilhac, musique de Charles Lecocq, Paris, théâtre de la Renaissance, 22 janvier 1881.

### Théâtre
- Rose et Rosette, drame-vaudeville en 3 actes, Paris, Folies-Dramatiques, 8 mai 1858.
- Le Menuet de Danaë, comédie-vaudeville en 1 acte, avec Henri Meilhac, Paris, théâtre des Variétés, 20 avril 1861.
- Les Moulins à vent, comédie en 3 actes mêlée de couplets, avec Henri Meilhac, Paris, théâtre des Variétés, 22 février 1862.
- Les Brebis de Panurge, comédie en 1 acte, en prose, avec Henri Meilhac, Paris, théâtre du Vaudeville, 24 novembre 1862.
- La Clé de Métella, comédie en 1 acte, en prose, avec Henri Meilhac, Paris, théâtre du Vaudeville, 24 novembre 1862.
- Le Brésilien, comédie en 1 acte, avec Henri Meilhac, Paris, théâtre du Palais-Royal, 9 mai 1863.
- Le Train de minuit, comédie en 2 actes, avec Henri Meilhac, Paris, théâtre du Gymnase Marie Bell, 15 juin 1863.
- Le Photographe, comédie en 1 acte, avec Henri Meilhac, Paris, théâtre du Palais-Royal, 24 décembre 1864.
- Le Singe de Nicolet, comédie en 1 acte, mêlée de chants, avec Henri Meilhac, Paris, théâtre des Variétés, 29 janvier 1865.
- Les Méprises de Lambinet, comédie en 1 acte mêlée de couplets, avec Henri Meilhac, Paris, théâtre des Variétés, 3 décembre 1865.
- Tout pour les dames ! comédie-vaudeville en un acte, avec Henri Meilhac, Paris, théâtre des Variétés, 8 septembre 1867.
- Fanny Lear, comédie en 5 actes, avec Henri Meilhac, Paris, théâtre du Gymnase, 13 août 1868.
- Le Bouquet, comédie en 1 acte, avec Henri Meilhac, Paris, théâtre du Palais-Royal, 23 octobre 1868.
- L'Homme à la clé, comédie en 1 acte, avec Henri Meilhac, Paris, théâtre des Variétés, 11 août 1869.
- Frou-Frou, comédie en 5 actes, avec Henri Meilhac, Paris, théâtre du Gymnase, 30 octobre 1869 ; publication, 1870, Michel Lévy frères [lire en ligne].
- Tricoche et Cacolet, vaudeville en 5 actes, avec Henri Meilhac, musique de scène d'Auguste Delacroix, Paris, théâtre du Palais-Royal, 6 décembre 1871.
- Madame attend Monsieur, comédie en 1 acte, avec Henri Meilhac, Paris, théâtre des Variétés, 8 février 1872.
- Le Réveillon, comédie en 3 actes, avec Henri Meilhac, Paris, théâtre du Palais-Royal, 10 septembre 1872.
- Les Sonnettes, comédie en 1 acte, avec Henri Meilhac, Paris, théâtre des Variétés, 15 novembre 1872.
- Le Roi Candaule, comédie en 1 acte, en prose, avec Henri Meilhac, Paris, théâtre du Palais-Royal, 9 avril 1873.
- L'Été de la Saint-Martin, comédie en 1 acte, en prose, avec Henry Meilhac, Paris, Théâtre-Français, 1er juillet 1873.
- Toto chez Tata, comédie en un acte, avec Henri Meilhac, Paris, théâtre des Variétés, 25 août 1873.
- La Petite marquise, comédie en 3 actes, avec Henry Meilhac, Paris, théâtre des Variétés, 13 février 1874.
- L'Ingénue, comédie en 1 acte, avec Henri Meilhac, Paris, théâtre des Variétés, 24 septembre 1874.
- La Veuve, comédie en 3 actes, avec Henri Meilhac, Paris, théâtre du Gymnase, 5 novembre 1874.
- La Boule, comédie en 4 actes, avec Henri Meilhac, Paris, théâtre du Palais-Royal, 24 novembre 1874.
- Le Passage de Vénus, leçon d'astronomie en 1 acte, avec Henry Meilhac, Paris, théâtre des Variétés, 4 mai 1875.
- Loulou, vaudeville en 1 acte, avec Henry Meilhac, Paris, théâtre du Palais-Royal, 31 mars 1876.
- Le Prince, comédie en 4 actes, avec Henry Meilhac, Paris, théâtre du Palais-Royal, 25 novembre 1876.
- La Cigale, comédie en 3 actes, avec Henri Meilhac, Paris, théâtre des Variétés, 6 octobre 1877.
- Le Mari de la débutante, comédie en 4 actes, avec Henry Meilhac, Paris, théâtre du Palais-Royal, 5 février 1879.
- Le Petit Hôtel, comédie en un acte, en prose, avec Henry Meilhac, Paris, Théâtre-Français, 21 février 1879.
- Lolotte, comédie en 1 acte, avec Henri Meilhac, Paris, théâtre du Vaudeville, 4 octobre 1879.
- La Roussotte, comédie-vaudeville en 3 actes, avec Henri Meilhac, Paris, théâtre des Variétés, 28 janvier 1881.
- Théâtre de Meilhac et Halévy (8 volumes, 1899-1902).

### Romans et nouvelles

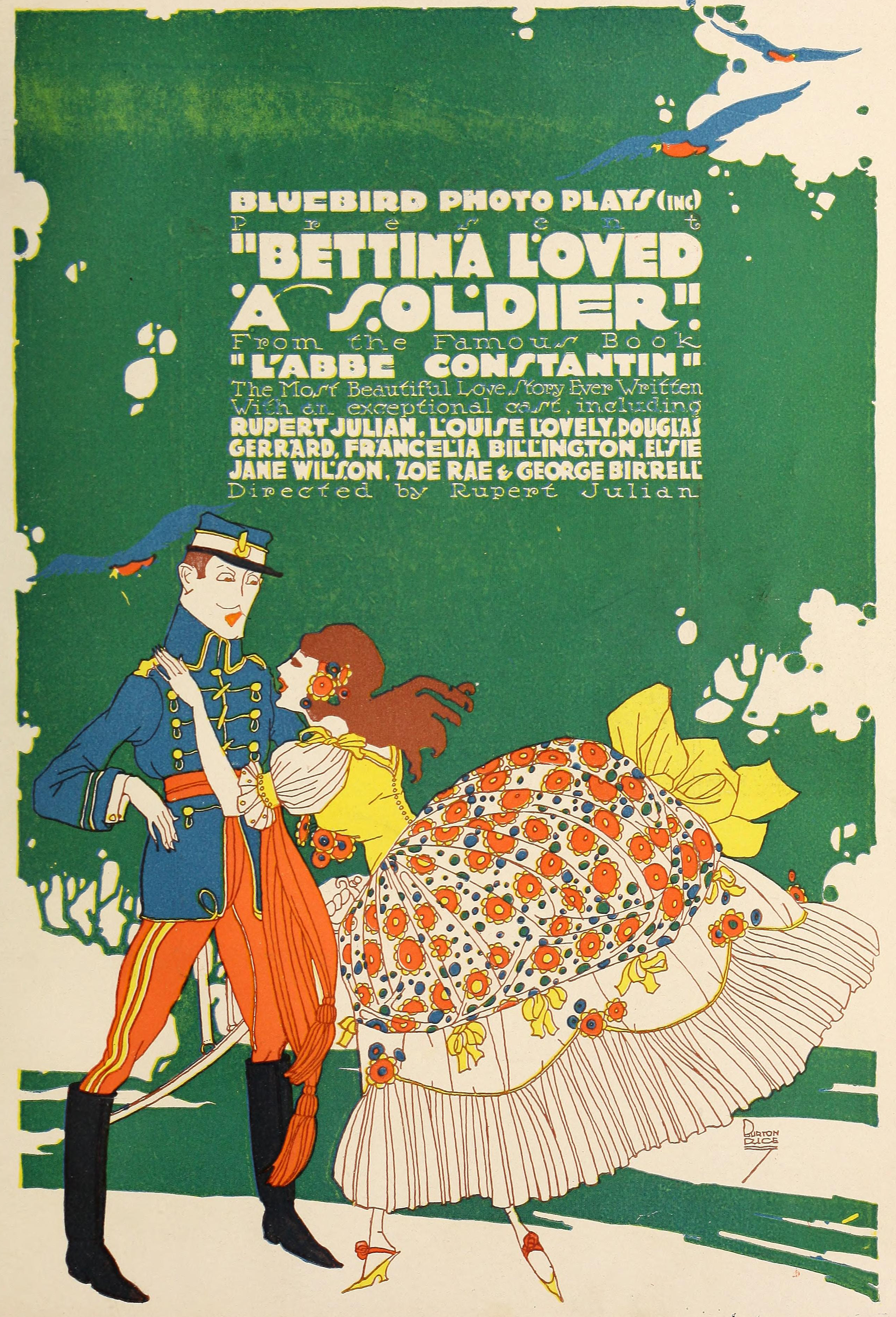
Burton Rice : affiche pour Bettina Loved a Soldier (1916), adaptation de L'Abbé Constantin

- Marcel (1864), nouvelle publiée comme feuilleton dans diverses revues;
- L'Invasion, souvenirs et récits (1872);
- Madame et Monsieur Cardinal (Le Rêve. Le Cheval du trompette. Le Dernier chapitre. Quand on attend ses messes. Histoire d'une robe de bal. Antoinette. Niniche. La Petite caille plucheuse. L'Insurgé. Mistingue et Lenglumé), 1872;
- Les Petites Cardinal. Madame Canivet. Le Programme de M. Cardinal. Pauline Cardinal. Virginie Cardinal. Le Feu d'artifice. La Pénélope. Pendant l'émeute. Régénérés. Un budget parisien. La Boule noire. À l'Opéra (1880);
- L'Abbé Constantin (1882), inspiré du chanoine Constantin Bertot, curé de Pennedepie (14). Hector Crémieux et Pierre Decourcelle en tireront une pièce de théâtre éponyme créée le 4 novembre 1887 au théâtre du Gymnase ; et le cinéaste Jean-Paul Paulin, un film éponyme en 1933, tandis qu'en 1916, Rupert Julian l'avait adapté sous le titre de Bettina Loved a Soldier (en)
- Criquette (1883);
- La Famille Cardinal, illustré par Émile Mas et Jules-Louis Massard (1883);
- Un mariage d'amour. Mariette. Les Trois séries de Madame de Châteaubrun. Le Maître de danse. Le Député de Gamache. L'Héritage. Souvenirs de théâtre. L'Ambassadeur chinois. Le Défilé. Le Petit Max (1883);
- Princesse. Un grand mariage. Les Trois coups de foudre. Mon camarade Mussard (1887);
- Notes et souvenirs, 1871-1872 (1889);
- Karikari, Un tour de valse, Tom et Bob, la Plus belle, Noiraud, Guignol, Deux cyclones (1892);
- Carnets. 1862-1869. 1869-1870, publiés avec une introduction et des notes, par Daniel Halévy (2 volumes, 1935).